# NGC 1087
NGC 1087 је спирална галаксија у сазвежђу Кит која се налази на NGC листи објеката дубоког неба.
Деклинација објекта је - 0° 29' 57" а ректасцензија 2h 46m 25,2s. Привидна величина (магнитуда) објекта NGC 1087 износи 10,8 а фотографска магнитуда 11,5. Налази се на удаљености од 19,0000 милиона парсека од Сунца. NGC 1087 је још познат и под ознакама UGC 2245, MCG 0-8-9, CGCG 389-10, KUG 0243-007, IRAS 02438-0042, PGC 10496.